# Arrondissement Brive-la-Gaillarde
Arrondissement Brive-la-Gaillarde je francouzský arrondissement ležící v departementu Corrèze v regionu Limousin. Člení se dále na 15 kantonů a 99 obcí.

## Kantony
- Ayen
- Beaulieu-sur-Dordogne
- Beynat
- Brive-la-Gaillarde-Centre
- Brive-la-Gaillarde-Nord-Est
- Brive-la-Gaillarde-Nord-Ouest
- Brive-la-Gaillarde-Sud-Est
- Brive-la-Gaillarde-Sud-Ouest
- Donzenac
- Juillac
- Larche
- Lubersac
- Malemort-sur-Corrèze
- Meyssac
- Vigeois